# 死呪の島
『死呪の島』（しじゅのしま）は、雪富千晶紀による日本のホラー小説・推理小説。第21回（2014年）日本ホラー小説大賞〈大賞〉受賞作（受賞時タイトルは「死咒の島」）。
単行本は、2014年10月31日にKADOKAWAより刊行された。装丁は、宮口瑚による。装画は龍神貴之が手がけている。

## あらすじ
ある日、大きな沈没客船が須栄島のイサナ浜に漂着する。客船は、1998年にカリブ島西沖で消息を絶ったアメリカ船籍の〈シー・アクイラ号〉だとわかる。その一方で、漁師の磯貝敏郎が行方不明となり、捜索が開始される。
杜弥が好意を寄せる椰々子は、島で村八分にされている。椰々子だけが高校の修学旅行には行かず、留守番をすることになっており、杜弥は何とかならないかと思っている。孤児である椰々子の村八分を先導しているのは白波家で、父や兄は杜弥にその理由を説明することなく、椰々子を避けることを押し付けている。杜弥は、なぜ椰々子が村八分にされているのかわからず、悶々としている。椰々子は島の人間ではなく、16年前、1歳のときに流されて島にたどりついたよそ者であるために村八分にされている、と徹は考えている。
来栖島は、昔は流刑地で、罪人が島抜けしては須栄島に泳ぎ着き、島民から食糧などを奪ったとされる。来栖島から島抜けした罪人を島民が殺し、〈鬼の口〉に放り込んだと徹は考えている。須栄島周辺の海で何かを流すと、潮の流れで島の南西にある〈鬼の寄せ室〉に流れ着くとされる。
ある朝、敏郎のものと思われる遺体が椰々子によって〈鬼の寄せ室〉で発見される。遺体は、スクリューに巻き込まれたかのように頭部を引きちぎられていた。淑江が、遺体が敏郎のものだろうと確認すると、遺体は来栖島へ運ばれていった。そのとき、敏郎が所有する漁船が港に到着し、敏郎本人が船から現れる。
翌日、杜弥の父と兄が、椰々子を島から出すわけにはいかないということや、石碑が例の沈没客船でやられたため、少し災いが入り込むかもしれないということなどを話しているのを、杜弥はきくが、そのようなことは杜弥には関係ない、とも話しているのをきき、杜弥は胸を痛める。
杜弥は、須栄島の西端にある不知火神社へいき、禰宜の知亘に、預言のようなことをして父や兄に何か言ったかときくが、そんなことはしていない、と知亘は答える。椰々子は海岸に漂着したものを拾っているので、杜弥は、イサナ浜の沈没客船や敏郎のことなど、何か良くない予感がしたため、凶兆になる良くないものが海岸に流れ着いたりしなかったかを、椰々子にきくが、彼女は、凶兆になるようなものはないと言う。
杜弥は、白波家所蔵の古文書を徹に貸すため、九品山の頂上にある天海寺の文書蔵を訪れる。少し前に、島の有事の前触れとして現れる謎の光〈大師火〉が、九品山の頂上辺りに灯っているのを目の当たりにしたため、その火がどこで燃えていたのかを確かめるために、しばらく辺りを捜し回るが、そのような跡は見当たらなかった。その後、奇声を発して暴れ狂う敏郎の姿を杜弥は目撃する。
杜弥は、〈災い〉がまだ続くだろうというようなことを兄が言っていたことを思い出し、不安を募らせる。翌朝、赤尾夫妻が殺されたと、杜弥は父から知らされる。夫妻の家の前を通りかかった老人によると、家の中から血まみれの包丁をもった敏郎が飛び出してきて、逃げていったという。赤尾夫妻は、椰々子に良くしてくれたという。父からの連絡により、自宅へ逃げた敏郎は、妻の淑江を人質にして立てこもっていることがわかる。杜弥が駆け付けると、敏郎は目を血走らせながら淑江の首に包丁を当てていたが、田所が銃で威嚇し、敏郎を制圧する。そして、敏郎は留置場に押し込められる。
父らは、敏郎は失踪したのを境に様子がおかしくなったと考える。やがて、以前漂着した敏郎と思われた遺体が敏郎のものだと判明し、それでは留置場にいるのは誰なんだ、ということになる。すると、消防団長は「顔取りだ」と呟く。〈顔取り〉とは、須栄島に伝わる化け物のようなもので、新月の夜に漁に出ると、顔取りが頭を切って取っていくとされる。淑江は、留置場の鍵と証拠品の包丁を奪い取り、留置場の鉄格子の鍵を開け、〈顔取り〉の首に包丁を何度も突き刺し、床に転がった敏郎の首を抱きしめる。淑江は手錠をかけられ、留置場の鉄輪につながれる。次に、顔のない〈顔取り〉の体は立ち上がり、走って駐在所の外へと飛び出し、行方をくらます。
椰々子は、自分を理解してくれた赤尾夫妻の突然の死に、悲しみにくれる。椰々子は、自分が島に流れ着いたよそ者だから、不幸を呼ぶ子だと島の人は考えているのではないか、と思っており、ウツボ婆の不幸も、今回の赤尾夫妻の不幸も自分のせいなのではないか、と考えている。預言を発するとされる水死体は、「災いは終わらない」と椰々子に言う。
不知火神社の鳥居のうち、1基は北の拝殿に向かって立っているが、もう1基は明らかに何もない方向を向いている。江戸時代に〈大師〉という僧が、島の周囲に結界となる108個の石碑を張り巡らした。大師が現れる前の辺りの文献が、ごっそり抜けていると徹は言う。天海寺が浄土真宗から真言宗に変わったのも、鳥居の向きが変わったのも、その時期だという。
椰々子にブレスレットを贈った美和が、島の南西にある床与岬の南でダイビングをしていて行方不明になる。直幸によると、美和は忽然と消えたという。直幸は、美和が莫大な遺産をもっていることを知っていて、彼女を殺したのではないか、という疑惑が浮上する。逮捕された直幸は、本州に移送される途中、巨大なホオジロザメに襲われ、命を落とす。椰々子が〈鬼の寄せ室〉にいると、大きな鮫が海面から姿を現す。美和が鮫になって会いにきたのだ、と彼女は思う。そして鮫の口の中に直幸の生首が入っているのを確認し、これで良かったのだと思う。
杜弥は、体調を崩して学校を休んでいる徹にプリントを渡すため、彼の家を訪れる。徹は、ブードゥー教で使う護身のグリグリと、魔除けのセージなどのグッズを使うと、熱がぴたっと下がった、つまり今回の熱は呪いだった、と考える。しばらくの後、徹が心不全で亡くなる。そして、疫病神の椰々子のせいで、彼女に関係のある人々が不幸に見舞われているのではないか、との噂が島民の間に広がっているのを、杜弥は知る。
ある日、イサナ浜にニックらが乗ったクルージング用のヨットが漂着する。ニックらは、杜弥に彼らの旅の写真を見せる。最初は7人で出航し、途中で3人は仕事のために離脱したのだという。ニックが杜弥を旅の仲間に加えようとするが、ノアはそのことに激怒する。
杜弥は、椰々子から、彼女が外国など見たことも行ったこともないのに、にぎやかな外国の街の光景をいつも夢で見る、ということをきく。椰々子と関わりがあった青柳佑介が行方不明になる。椰々子は、杜弥に「私と関わらないほうがいい。関われば杜弥の身にも不幸が起きかねない」との旨を話す。その後、ノアが佑介を殺したと自首する。ニックらはノアを残して島を発つ。ノアは、自分が旅をともにしていた仲間を手にかけたことを回想する。
兄の部屋で〈須栄島の民話〉という本を杜弥は見つける。杜弥は兄に〈災い〉に関してきくが、兄は答えず、「白波家を守るためにやるべきことをやっている」という。杜弥は、徹の日記から、ブードゥーの知識をもち、呪いをかけることができる何者かが椰々子を陥れようとしているらしいことを悟る。そしてその〈犯人〉が父か兄である可能性に思い至る。杜弥は、淑江の話から、父が凶暴な〈顔取り〉の存在に早くから気づいており、その問題を放置していたのではないかと考える。杜弥は、兄の部屋でブードゥーの本を見つけ、徹を兄が呪い殺したのではないかと考える。また杜弥は、父の金庫の中にあった、〈死者〉が島を襲った歴史が書かれた巻物を読み、父や兄が椰々子を殺そうとしている、と考え、椰々子を守るために彼女を連れ出す。
ブードゥーの呪いに自殺させられたとみられる知亘の遺体が見つかる。杜弥と椰々子は、ひとまず駐在所に身を隠す。そして杜弥は、田所が一連の災いの〈犯人〉である可能性に思い至る。一時的に意識を失い、目を覚ました杜弥は、田所が椰々子を乗せて船出したことを知る。杜弥は兄から、九品山の頂上付近に行けば、全ての謎が解けるときき、そこへ向かう。杜弥は、老僧の話から、椰々子が〈口をきくことが許されないもの〉だったことを知る。杜弥らは、〈死者〉から島を守り切る。

## 登場人物
白波杜弥（しらなみ もりや）
東京都立来栖高等学校須栄島分校に通う高校生。
白波杜承（しらなみ もりつぐ）
杜弥の父。須栄島の町長。
白波杜之（しらなみ もりゆき）
杜弥の兄。漁協勤務。
打保椰々子（うつぼ ややこ）
孤児。17歳。16年前に須栄島に漂着する。
打保きね（うつぼ きね）
椰々子の養母。ウツボ婆と呼ばれる。昨年の夏に49歳で死去。
綿積徹（わたつみ とおる）
杜弥の親友。オカルトファン。超常現象や怪奇現象に興味をもつ。
田所（たどころ）
新任の警官。
四郎（しろう）
前任の警官。3年前に定年退職。
磯貝敏郎（いそがい としろう）
行方不明になっていた漁師。ふらふらといなくなる癖がある。
磯貝淑江（いそがい よしえ）
敏郎の妻。
蟹江知亘（かにえ とものり）
不知火神社の禰宜。
赤尾（あかお）
椰々子の家の近くに住む夫妻。
鷲見二郎（すみ じろう）
東京帝山大学の教授。オカルトを科学的に証明するのをライフワークにしている。
荻原美和（おぎわら みわ）
アクセサリーデザイナー。
荻原直幸（おぎわら なおゆき）
美和の夫。
石野エミ（いしの えみ）
直幸の愛人。
宗澤孝平（むねさわ こうへい）
鷲見教授の助手。
ニコラス・ブラウン
ヨットの船長。愛称はニック。富豪。
トム
ニックの仲間。
ディーン
ニックの仲間。
ノア
ニックの仲間。快楽殺人者。
青柳佑介（あおやぎ ゆうすけ）
杜之の同級の青年。漁師。

## 用語
須栄島（すえじま）
周囲11キロメートルの島。本州から南へ230キロメートル、御蔵島と八丈島の中間から東に30キロメートル離れた伊豆諸島の東端にある。昔は〈饐島〉と書かれた。
来栖島（くるすじま）
須栄島の近くにある島。須栄島より4倍大きい。
九品山（くほんやま）
須栄島の北西に位置する山。
鬼の口
九品山の中腹にある洞窟。100体ほどの人骨が発見されている。
鬼の寄せ室（おにのよせむろ）
須栄島の南西にある。
天海寺（てんかいじ）
九品山の頂上にある廃寺。白波家が管理している。
不知火神社（しらぬいじんじゃ）
須栄島の西端にある。
迎え入れ
須栄島に古くから伝わる儀式。常世から現世にやってきた魂である新生児を7日以内に波間にさらし、海の神にその存在を知らせて、加護を願う。
床与岬（とこよみさき）
須栄島の南西にある岬。〈鬼の寄せ室〉に隣接している。

## 書評
小説家の綾辻行人は、「多くのキャラクターを動かしながら、続発する怪異の謎に迫る筋運びは、モダンホラーの王道ともいえ、それをラストまで書き切った筆力は素晴らしい。“ホラー愛”に満ちた力作である」と評価している。
小説家の宮部みゆきは、「本作が成功したのは、お約束の展開を守りつつ、次々と発生する怪奇な事件や現象にバラエティをもたせ、その1つ1つをほどよくコンパクトにまとめて、ストーリィを停滞させなかったためである」と評価している。
ファンタジー評論家の小谷真理は、「日本における呪いの正体が考察されており、これが、一見おどろおどろしく見える怪異な事件に、深みを与えている」と評価している。